# Magyarország a Fiatal Zenészek Eurovízióján
Magyarország eddig öt alkalommal vett részt az Fiatal Zenészek Eurovízióján.
A magyar műsorsugárzó, a Magyar Televízió volt, amely 1993-ban lett tagja az Európai Műsorsugárzók Uniójának, és 1994-ben csatlakozott a versenyhez. 2015-től a Duna Média feladata a magyar versenyzők kiválasztása.

## Történet

### Évről évre
Magyarország az 1994-es Fiatal Zenészek Eurovízióján debütált, az ország első képviselője Faragó Márk volt, aki továbbjutott a döntőbe, viszont nem ért el helyezést. Az 1996-os és 1998-as versenyen Magyarország nem vett részt.
2000-ben az MTV visszatért a versenyre, ekkor Rácz Ödön képviselte az országot. Ebben az évben szintén nem sikerült a legjobb három helyezett közé jutni. Az MTV a következő versenytől visszalépett és csak öt megmérettetés kihagyása után tért vissza a versenyhez.

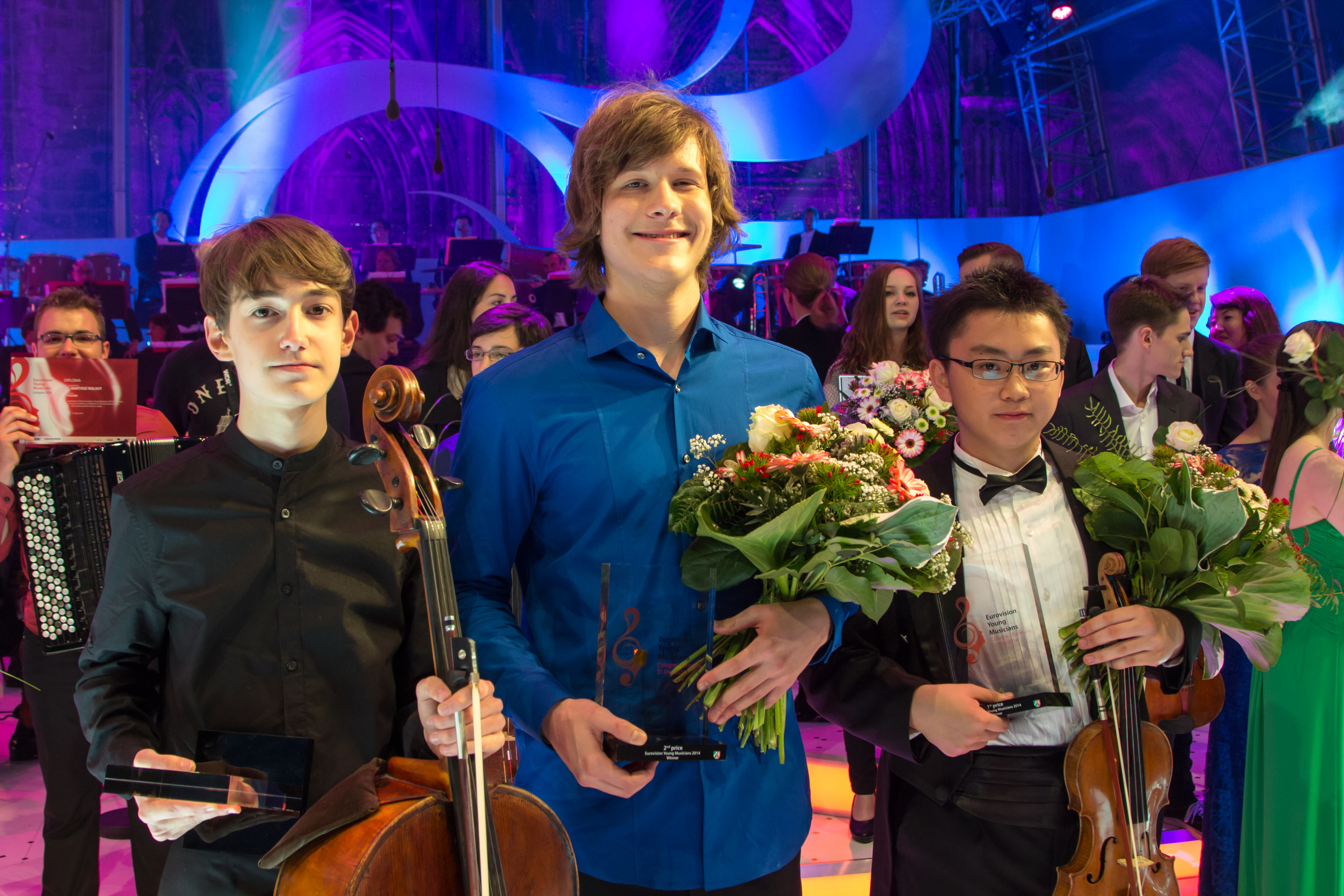
A 2014-es verseny első három helyezettje, köztük a magyar Devich Gergely (bal oldalt)

A 2014-es kölni versenyen Devich Gergely képviselte az országot, aki Saint-Saëns szerzeményét adta elő csellón. A döntőben a harmadik helyen végzett, ami az eddigi legjobb magyar helyezés a verseny és bármely eurovíziós verseny történetében. 2016. május 4-én bejelentették, hogy Magyarország nem indul a 2016-os versenyen. Pár héttel később azonban az MTVA megerősítette a részvételt. Ebben az évben a Virtuózokban szereplő Jakab Roland Attila nyerte el, hogy képviselje az országot. A fiatal hegedűművész a döntőben nem ért el helyezést. 2018-ban Bencze Máté szaxofonnal utazott az edinburghi versenyre. Az elődöntőből sikeresen továbbjutott, viszont a döntőben neki sem sikerült helyezést elérnie.
A 2020-as versenytől Magyarország eredetileg visszalépett volna, viszont 2020. március 18-án a versenyt szervező Európai Műsorsugárzók Uniója bejelentette, hogy az Európában tomboló Covid19-pandémia miatt a 2020-as Fiatal Zenészek Eurovízióját határozatlan időre elhalasztják. A verseny végül elmaradt, ahogy a 2020-as Eurovíziós Dalfesztivál is. Az ország 2022-es részvételéről egyelőre nincs információ.

## Résztvevők
| Év   | Zenész              | Hangszer | Döntős darab (Szerző)                                                                     | Döntő | Elődöntő           |
| ---- | ------------------- | -------- | ----------------------------------------------------------------------------------------- | ----- | ------------------ |
| 1994 | Faragó Márk         | zongora  | Danse Macabre (Liszt Ferenc)                                                              | 4–8.  | Továbbjutott       |
| 2000 | Rácz Ödön           | nagybőgő | Gran fantasia sulla Lucia di Lammermoor per contrabasso ed orchestra (Giovanni Bottesini) | 4–8.  | Továbbjutott       |
| 2014 | Devich Gergely      | cselló   | Allegro appassionato Op.43 (Saint-Saëns)                                                  | 3.    | Automatikus döntős |
| 2016 | Jakab Roland Attila | hegedű   | Zigeunerwisen op. 20, No. 1 (Pablo de Sarasate)                                           | 4–11. | Automatikus döntős |
| 2018 | Bencze Máté         | szaxofon | Concerto da Camera for Saxophone (Jacques Ibert)                                          | 3–6.  | Továbbjutott       |

## Kommentátorok
| Év        | Rendező                                            | Kommentátor                                        | Televízióadó                                       |
| --------- | -------------------------------------------------- | -------------------------------------------------- | -------------------------------------------------- |
| 1992      | Brüsszel                                           | N/A                                                | MTV                                                |
| 1994      | Varsó                                              | N/A                                                | MTV                                                |
| 1996–1998 | Magyarország nem vett részt és nem volt közvetítés | Magyarország nem vett részt és nem volt közvetítés | Magyarország nem vett részt és nem volt közvetítés |
| 2000      | Bergen                                             | N/A                                                | MTV                                                |
| 2002–2012 | Magyarország nem vett részt és nem volt közvetítés | Magyarország nem vett részt és nem volt közvetítés | Magyarország nem vett részt és nem volt közvetítés |
| 2014      | Köln                                               | Bősze Ádám                                         | M2                                                 |
| 2016      | Köln                                               | Bősze Ádám és Lugosi Dániel Ali                    | Duna                                               |
| 2018      | Edinburgh                                          | Bősze Ádám                                         | M5                                                 |
| 2022–     | Magyarország nem vett részt és nem volt közvetítés | Magyarország nem vett részt és nem volt közvetítés | Magyarország nem vett részt és nem volt közvetítés |

## Galéria

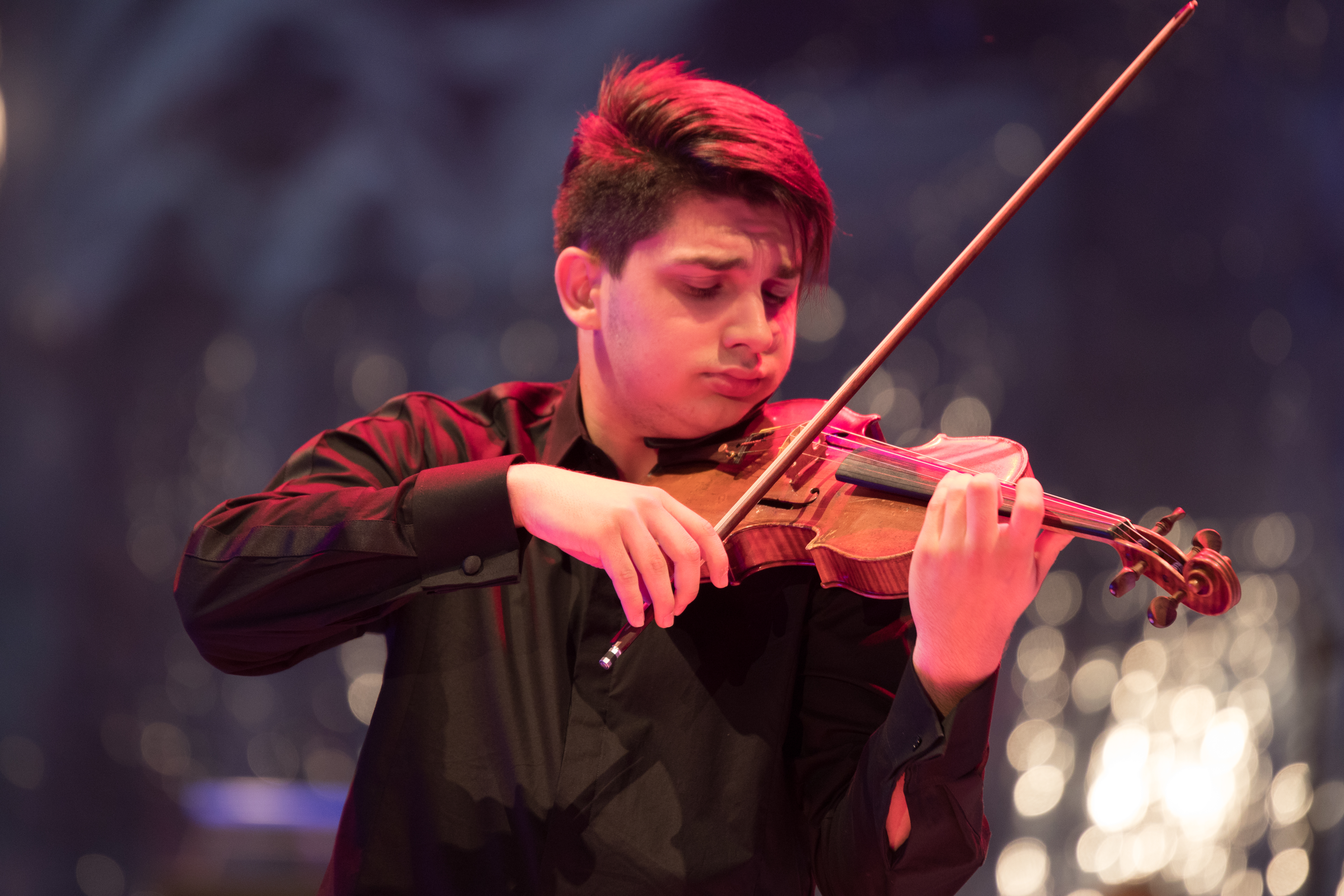
Jakab Roland Attila Kölnben (2014)
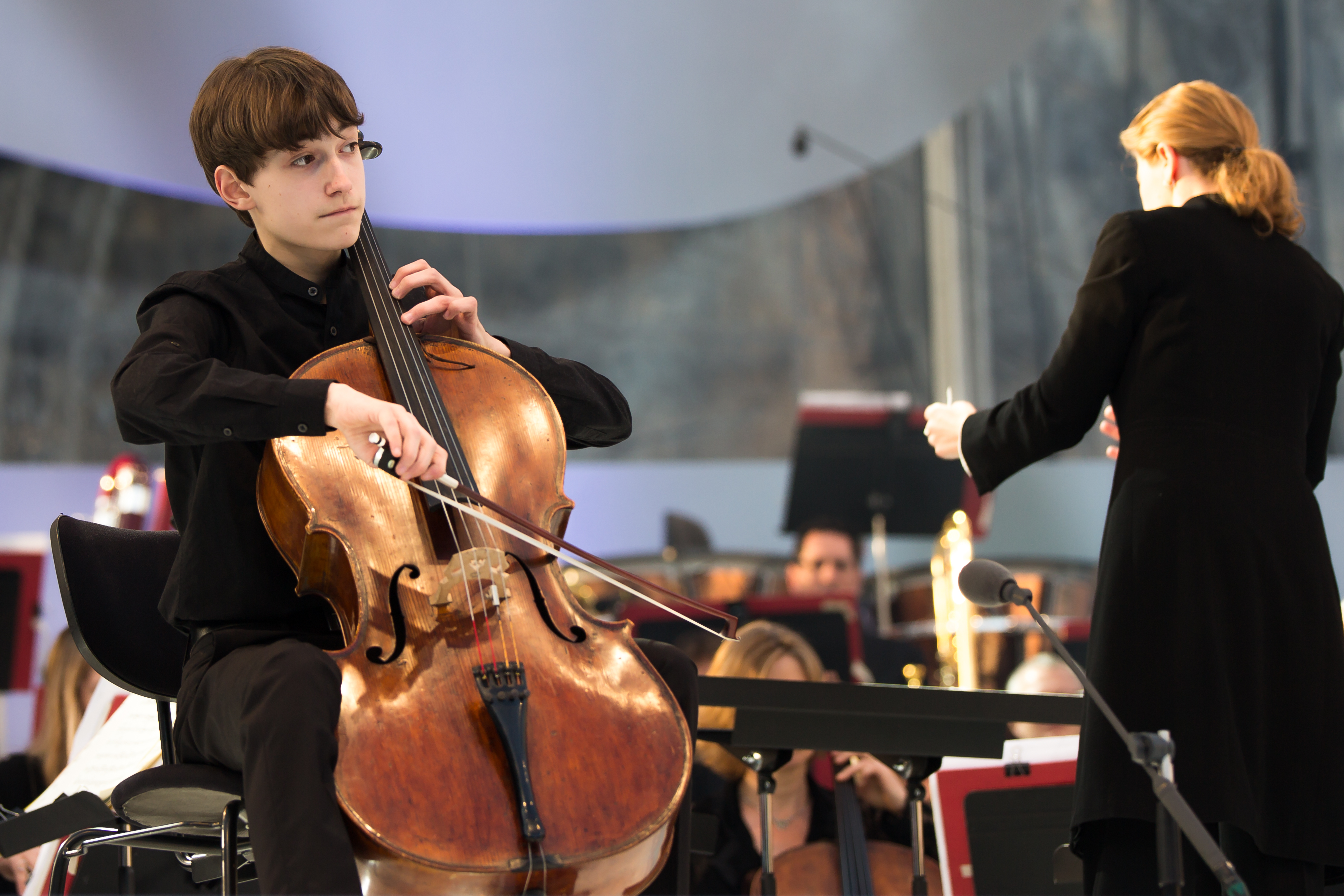
Devich Gergely Kölnben (2016)

## Lásd még
- Magyarország az Eurovíziós Dalfesztiválokon